# Gmeinder D 75 BB-SE
Die D 75 BB-SE von Gmeinder ist eine Diesellokomotive mit der Spurweite 760 mm, welche speziell für die Zillertalbahn entwickelt wurde.

## Geschichte
Die Zillertalbahn kaufte vier Lokomotiven. Außerdem bestellten die ÖBB für die Pinzgauer Lokalbahn eine Lokomotive, welche als Reihe 2096 eingereiht, aber von den ÖBB nicht mehr in den Regeldienst übernommen wurde. Sie wurde von der Salzburg AG übernommen und zwei weitere bestellt. Sie werden bei der Zillertalbahn unter den Bezeichnungen D13, D14, D15 und D16 geführt sowie bei der SLB Pinzgauer Lokalbahn als Vs 81 (ursprünglich als ÖBB 2096 001-0 bezeichnet, war die Computerprüfziffer falsch – sie hätte 2095 001-9 lauten müssen), Vs 82 und Vs 83. Die D13 der Zillertalbahn (Baujahr 2004) wurde 2018 an die Pinzgauer Lokalbahn verkauft und als Vs 84 bezeichnet.
Eingesetzt wird sie vor Personen- und Güterzügen sowie im Rangierdienst. Die erste Lokomotive wurde im Jahr 2004 ausgeliefert, im Mai 2012 wurde die siebte Lokomotive geliefert. Die Lokomotiven werden bei der Zillertalbahn intern Lupo genannt; als Bezeichnung bei den ÖBB war Rehlein vorgesehen.

## Technische Merkmale
Die Maschinen können bei Bedarf mit Meterspurdrehgestellen oder Regelspurdrehgestellen ausgerüstet werden. Sie haben eine Mittelpufferkupplung. Für den Einsatz auf Regelspur oder vor Rollbock-Zügen können zusätzliche Zug- und Stoßvorrichtungen mit Seitenpuffern und Schraubenkupplung in unterschiedlicher Höhe angebaut werden. Es sind zwei Endführerstände sowie eine Wendezugsteuerung vorhanden. Im Rangierdienst können die Lokomotiven auch funkferngesteuert werden.
Die Motorleistung wird hydraulisch mit einem Voith-Turbowendegetriebe mit zwei Geschwindigkeitsbereichen (für Güter- bzw. Personenverkehr) übertragen. Für Personenwagen ist eine Einrichtung zur Stromversorgung installiert. Nach den Erfahrungen mit den ersten beiden Exemplaren wurden noch kleine Konstruktionsmängel beseitigt, die bei den weiteren Maschinen dann berücksichtigt wurden. So wurde z. B. eine verbesserte Dämpfung für die Lagerung der Fahrerkabinen eingebaut, um die Lärmbelastung der Lokführer zu verringern.

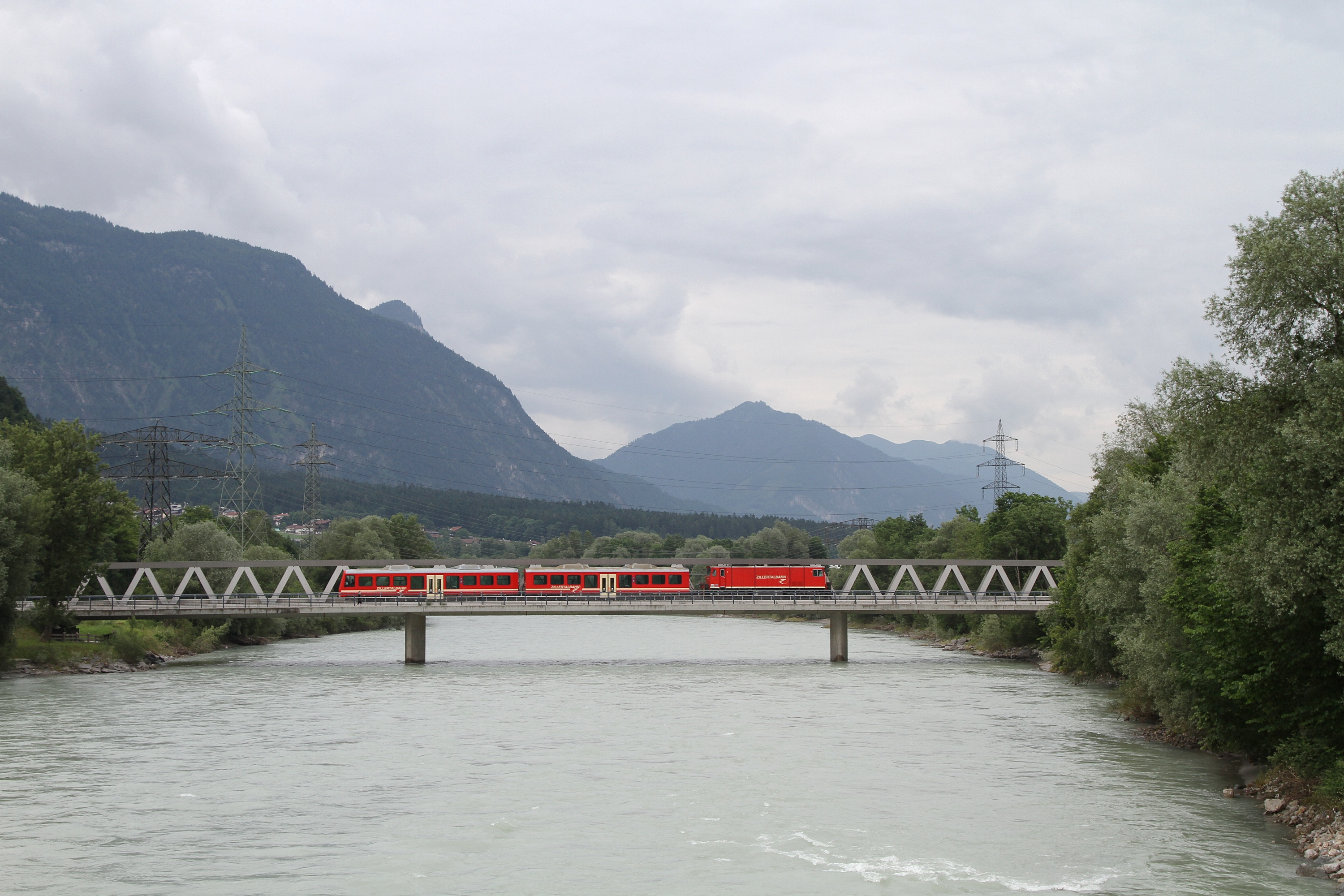
Wendezug der Zillertalbahn auf der Brücke über den Inn bei Jenbach
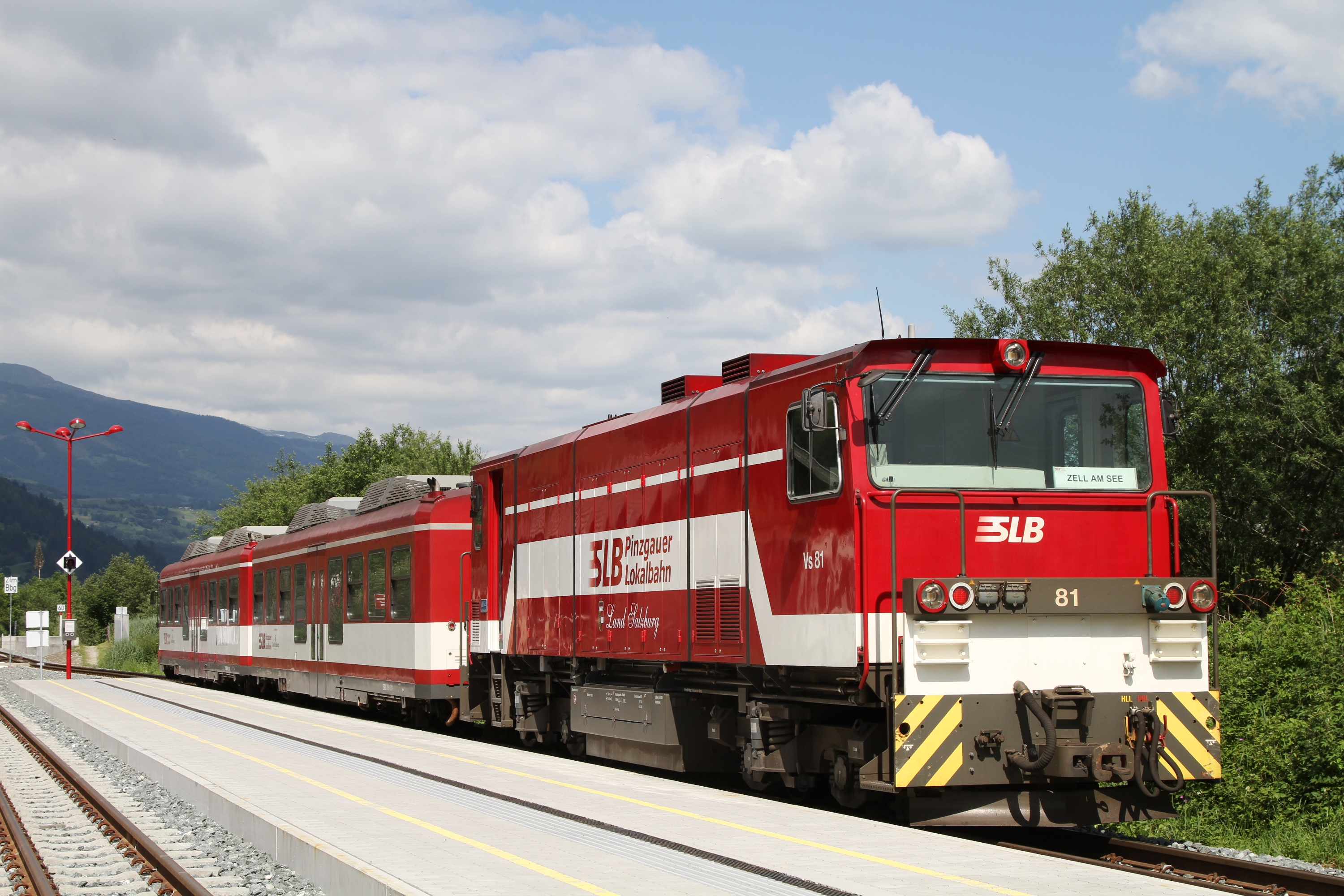
Zug der Pinzgauer Lokalbahn mit Vs81 im Bahnhof Bramberg
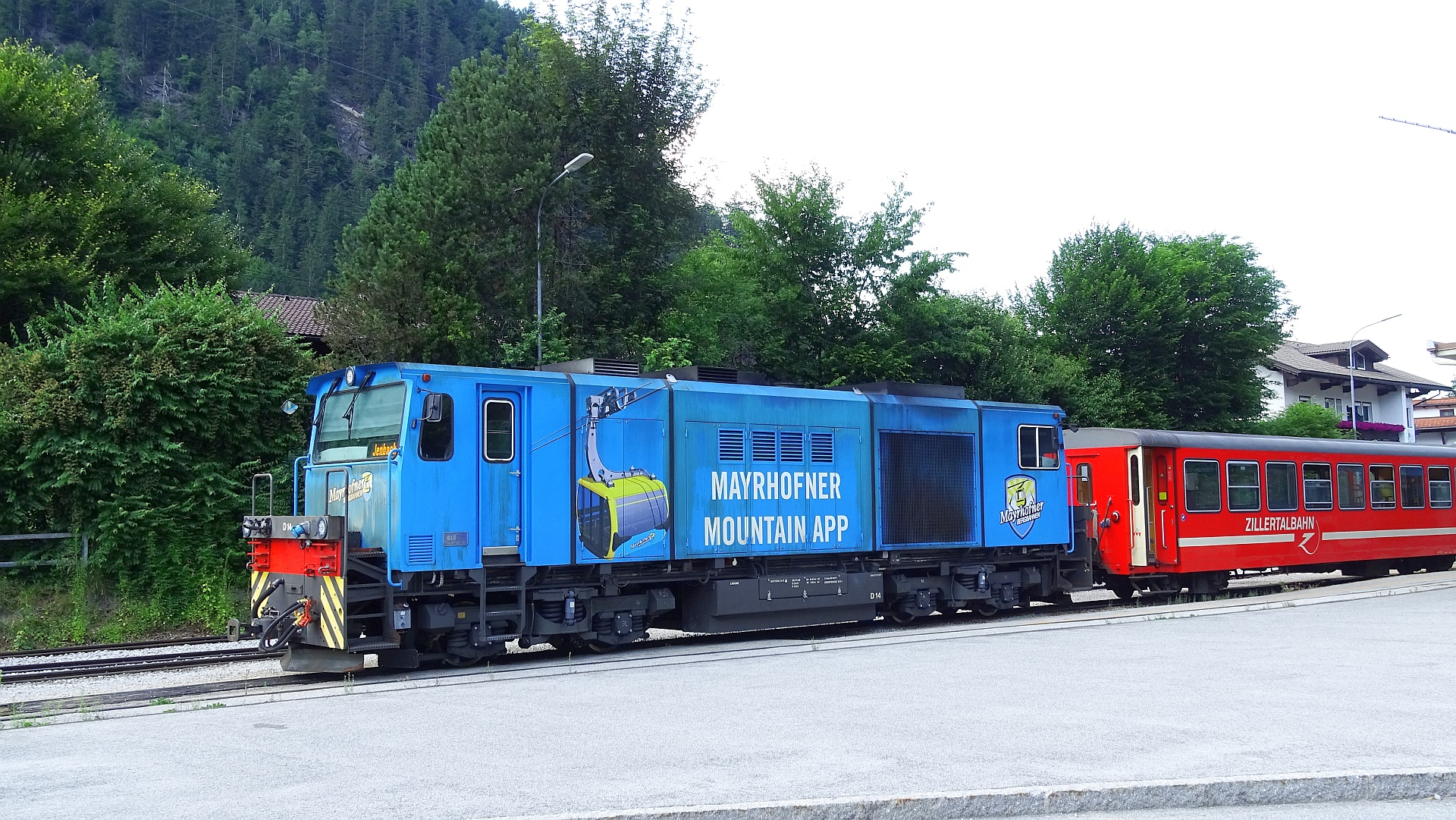
Die Zillertaler Lokomotiven werden auch als Werbeträger für touristische Angebote genutzt.